# Frühmesserhaus (Pfaffenhausen)

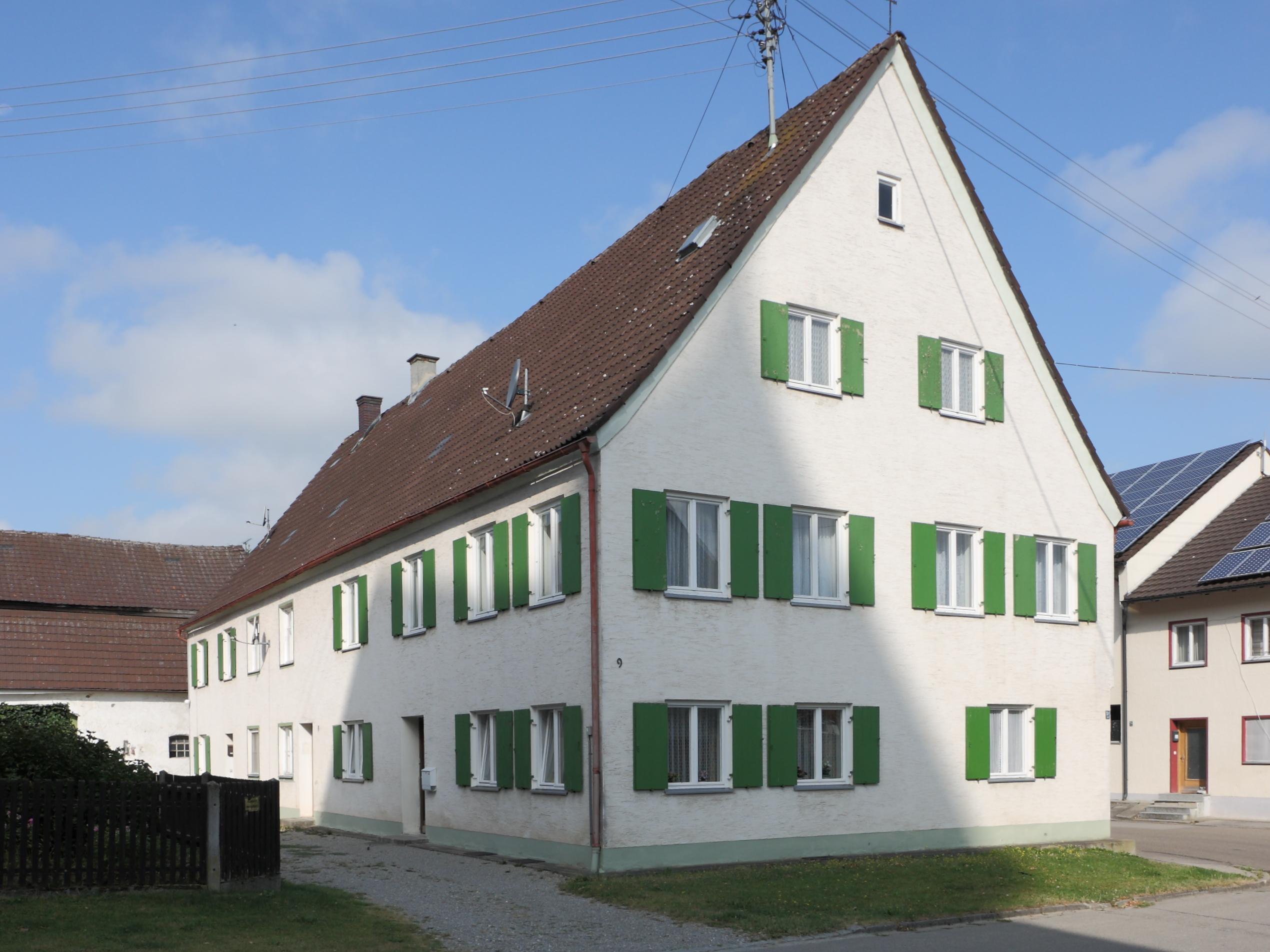
Pfaffenhausen Fruehmesserhaus 0075

Das ehemalige Frühmesserhaus in Pfaffenhausen an der Ecke Kirchplatz und Markgrafenstraße, im Landkreis Unterallgäu, Bayern, wurde im Jahr 1730 erbaut und steht unter Denkmalschutz. Um das Jahr 1800 wurde das Gebäude baulich verändert. Ausgeführt ist es als zweigeschossiger Satteldachbau mit klassizistischem Stuckdekor. Oberhalb des Erdgeschosses läuft ein Bandgesims. Die Fenster im Obergeschoss sowie die Fenster im Giebel besitzen eine Profilrahmung mit Mäander über dem Sturz und gerader Verdachung.
Durch Bandgesimse ist der Ostgiebel des Frühmesserhauses in drei Geschosse geteilt. In der Spitze ist das Auge Gottes in einer Strahlenglorie zu sehen. An der Westseite der südlichen Längsseite ist eine rautenförmige und aufgedoppelte Tür eingelassen. Diese wird von toskanischen Lisenen mit profiliertem Kämpfer flankiert. Oberhalb der Türe ist ein dreilappig geschweiftes Oberlicht vorhanden. Davor befindet sich ein klassizistisches Schmiedeeisengitter. Im Erdgeschoss ist ein, mittlerweile zweigeteilter Raum, mit insgesamt drei Kreuzgratgewölben vorhanden. Der Flur des Obergeschosses besitzt eine Spiegeldecke, in dessen Voute Profile eingeschlossen sind. In die Räume des Obergeschosses führen gefelderte Türen mit Rokoko Beschlägen, Türgriffen und Schloßschildern. Das Eckzimmer mit Spiegeldecke auf der Südseite enthielt ehemals Stuckdekor der inzwischen entfernt wurde.